# Liste der finnischen Botschafter in Brasilien
Seit 1972 befindet sich die Botschaft an der Avenida das Nações zwischen der norwegischen und der dänischen Botschaft in Brasília.
| Ernannt/Akkreditiert | Botschafter              | Bemerkungen                     | ernannt von             | akkreditiert während der Regierung von | Posten verlassen |
| -------------------- | ------------------------ | ------------------------------- | ----------------------- | -------------------------------------- | ---------------- |
| 1929                 | Georg Achates Gripenberg | Sitz in Buenos Aires            | Lauri Kristian Relander | Washington Luís Pereira de Sousa       | 1933             |
| 1934                 | Eino Wälikangas          | Sitz in Buenos Aires            | Pehr Evind Svinhufvud   | Getúlio Vargas                         | 1937             |
| 1937                 | Eino Wälikangas          |                                 | Kyösti Kallio           | Getúlio Vargas                         | 1945             |
| 1946                 | Niilo Orasmaa            | 1953–1956: Gesandter in Belgrad | Juho Kusti Paasikivi    | Eurico Gaspar Dutra                    | 1950             |
| 1950                 | T. O. Vahervuori         |                                 | Juho Kusti Paasikivi    | Eurico Gaspar Dutra                    | 1956             |
| 1956                 | Martti Ingman            |                                 | Urho Kekkonen           | Juscelino Kubitschek                   | 1963             |
| 1963                 | Toivo Heikkilä           |                                 | Urho Kekkonen           | João Goulart                           | 1964             |
| 1964                 | Heikki Leppo             |                                 | Urho Kekkonen           | João Goulart                           | 1974             |
| 1974                 | Åke Frey                 | (1919–78)                       | Urho Kekkonen           | Ernesto Geisel                         | 1975             |
| 1975                 | Martti Lintulahti        |                                 | Urho Kekkonen           | Ernesto Geisel                         | 1982             |
| 1982                 | Pekka J. Korvenheimo     |                                 | Mauno Koivisto          | João Baptista de Oliveira Figueiredo   | 1987             |
| 1987                 | Risto Kauppi             |                                 | Mauno Koivisto          | José Sarney                            | 1991             |
| 1991                 | Juhani Muhonen           |                                 | Mauno Koivisto          | Fernando Collor de Mello               | 1993             |
| 1993                 | Pertti Harvola           |                                 | Mauno Koivisto          | Itamar Franco                          | 1997             |
| 1998                 | Asko Numminen            |                                 | Martti Ahtisaari        | Fernando Henrique Cardoso              | 2002             |
| 2002                 | Hannu Uusi-Videnoja      |                                 | Tarja Halonen           | Fernando Henrique Cardoso              | 2007             |
| 2007                 | Ilpo Manninen            |                                 | Tarja Halonen           | Luiz Inácio Lula da Silva              | 2010             |
| 2010                 | Jari Luoto               |                                 | Tarja Halonen           | Luiz Inácio Lula da Silva              |                  |